# Celtis laevigata
Celtis laevigata là một loài thực vật có hoa trong họ Cannabaceae. Loài này được Willd. mô tả khoa học đầu tiên năm 1811.

## Hình ảnh

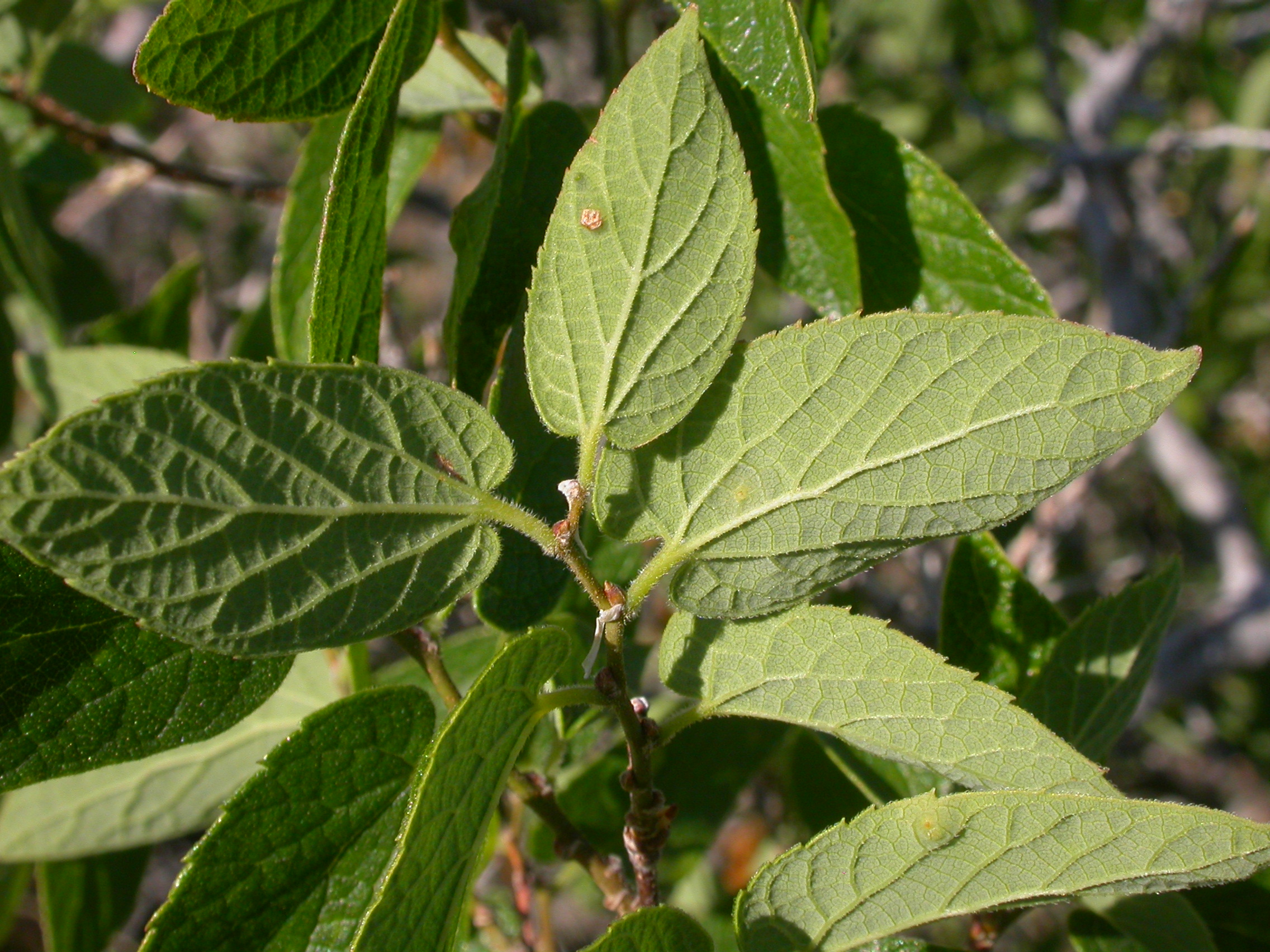
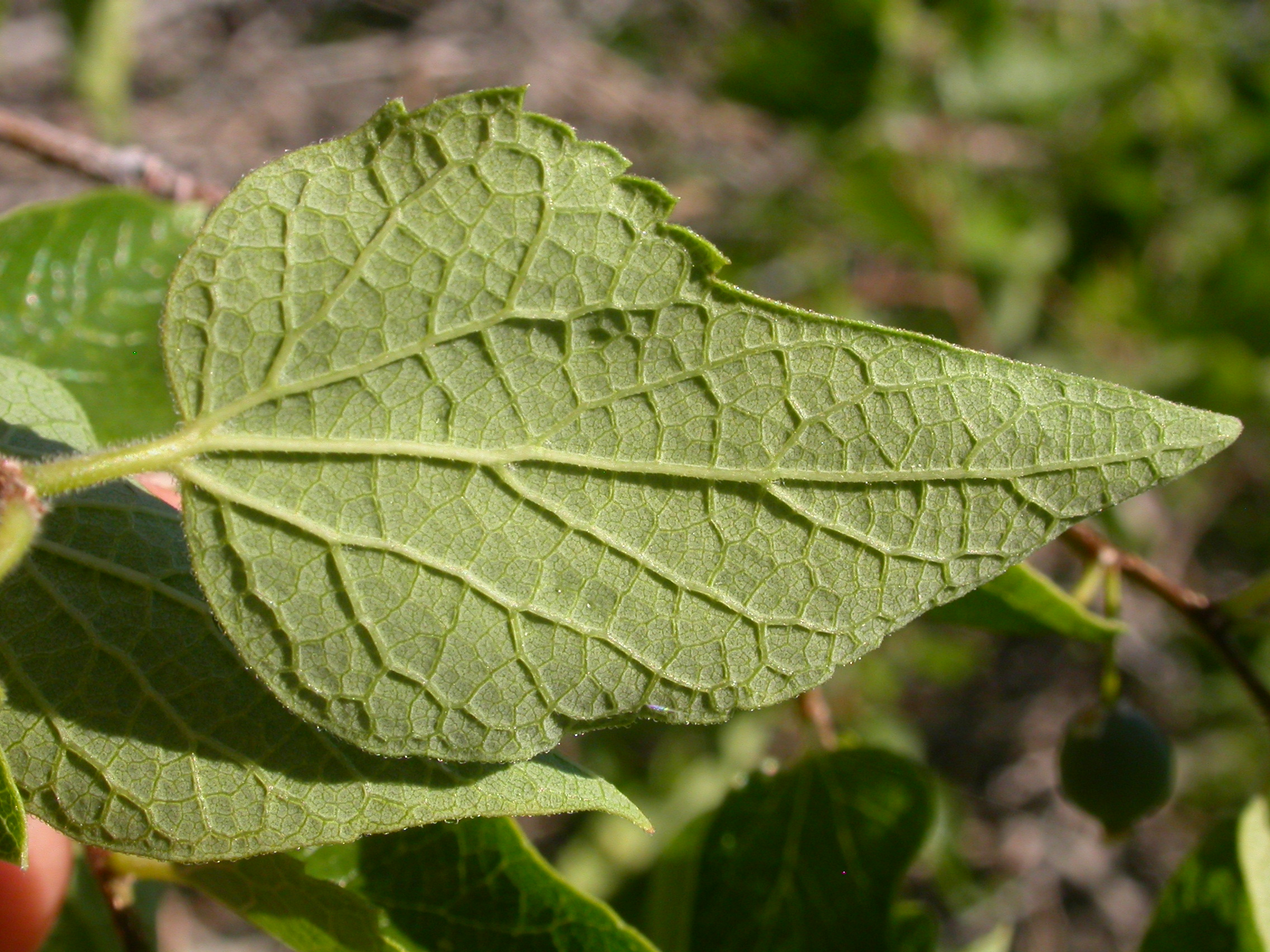
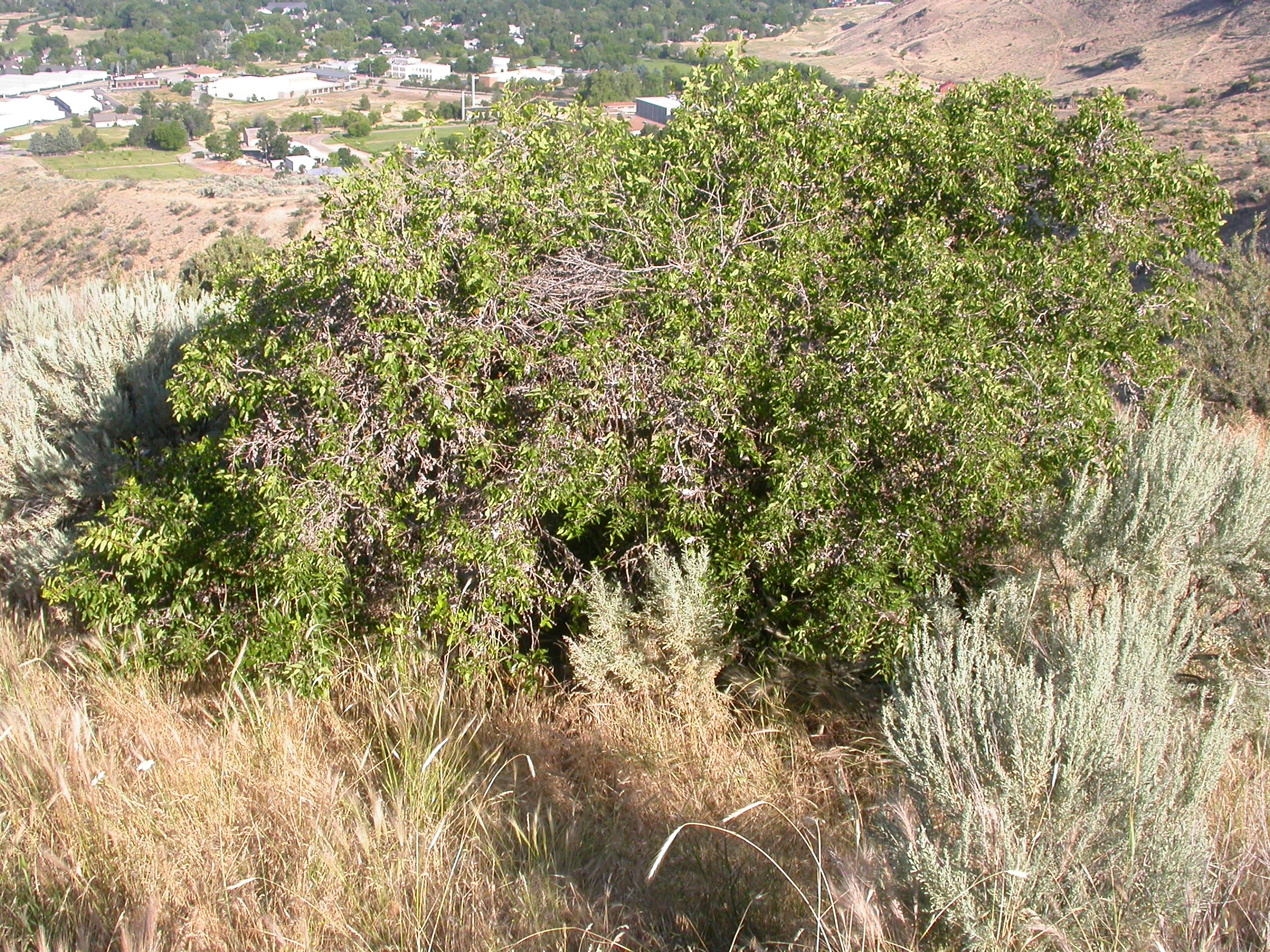
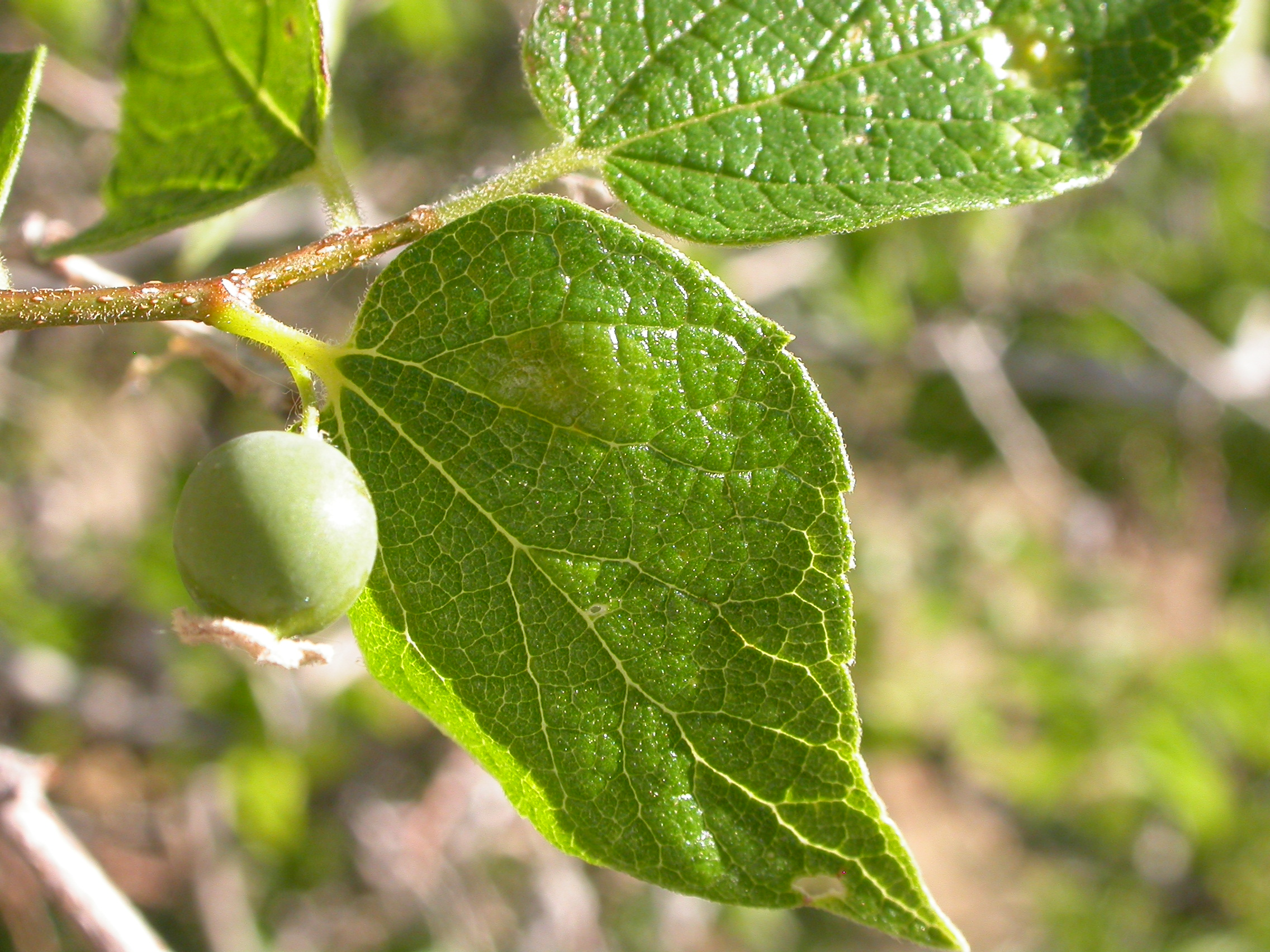